# Voglia d'amare (film)
Voglia d'amare (Maladie d'amour) è un film del 1987 diretto da Jacques Deray.
Il titolo originale rimanda alla canzone Maladie d'amour di Henri Salvador. Il film segna il ritorno sulle scene di Nastassja Kinski dopo la nascita della figlia Sonja nel 1986. Per la sua interpretazione, la Kinski ottiene una candidatura ai premi César del 1988 come miglior attrice protagonista.

## Trama
Raoul, famoso primario di una clinica di Bordeaux, si innamora della ben più giovane Juliette e inizia con quest'ultima una relazione. Il destino tuttavia spinge Juliette tra le braccia di Clément Potrel, studente di medicina nonché allievo prediletto di Raoul. Quest'ultimo, una volta scoperta la relazione, minaccia Clément di stroncare sul nascere la sua carriera se non smette di vedere Juliette. Clément inizialmente accetta ma poi, resosi conto di non poter più fare a meno della donna, la aspetta sul posto di lavoro e le chiede perdono. I due quindi si riappacificano e vanno a vivere in campagna, dove Clément esercita la sua professione di medico. Juliette, tuttavia, temendo che Clément possa rimpiangere la sua decisione e spaventata dal fatto che l'uomo voglia avere dei figli, lo lascia e ritorna da Raoul. La donna però non è più la stessa e, in seguito, scopre di essere affetta da un male incurabile che non la spinge a reagire nonostante le attenzioni di Raoul. Alla fine, l'uomo capisce che Juliette si sta lasciando morire perché lontana da Clément e va a cercare il suo ex-allievo per convincerlo ad andare da lei. Clément, ora sposato e medico di successo, inizialmente rifiuta ma poi capisce di essere ancora innamorato di Juliette e la raggiunge nella casa di campagna dove avevano vissuto insieme. I due, senza dire una parola, si abbracciano, promettendosi di non lasciarsi mai più.